# ستيف ماكدونالد (كاتب أغاني)
ستيف ماكدونالد (بالإنجليزية: Steve McDonald)‏ هو كاتب أغاني نيوزيلندي، ولد في 9 سبتمبر 1950.

## وصلات خارجية
- ستيف ماكدونالد على موقع ميوزك برينز (الإنجليزية)
- ستيف ماكدونالد على موقع ديسكوغز (الإنجليزية)